# 1910 v dopravě
Tento článek obsahuje seznam událostí souvisejících s dopravou, které proběhly roku 1910.

## Události
- 5. března

 Byla otevřena úzkokolejná trať přes Andy, z města Mendoza v Argentině do Los Andes v Chile. Byla 248 km dlouhá, měla rozchod 1 000 mm a místy Abtův ozubnicový pohon.
- 12. června

Do provozu byly uvedeny tratě stýkající se v uzlu U černého kříže (nyní Černý Kříž), konkrétně jde o úseky Želnava (nyní Nová Pec) – U černého kříže trati České Budějovice – Černý Kříž a Volary – U černého kříže – Haidmühle – Waldkirchen tratí Číčenice – Nové Údolí a Nové Údolí – Waldkirchen.
- 18. června

Na trati Děčín – Dresden-Neustadt byla otevřena nová zastávka Königstein, která nahradila původní stanici, ta zůstala vyhrazena pro nákladní dopravu.
- 2. července

 Do provozu byla uvedena úzkorozchodná trať Cerdagne ve francouzských Pyrenejích.
- 5. července

. Otevřena trať Bernina ze Sv. Mořice ve Švýcarsku do Tirano v Itálii. Úzkokolejná elektrifikovaná trať přes Alpy je 60,7 km dlouhá a dostupuje do výše 2 257 m. Adhesní trať má stoupání až 7%, jedno z největších na světě.